# Dede Camara
Dede Camara (* 22. Juli 1991 in Fria) ist eine guineische Schwimmerin. Sie war 2012 Teilnehmerin der Olympischen Spiele.

## Leben

### Sportliche Karriere
In Shanghai nahm Camara bei den Schwimmweltmeisterschaften 2011 teil. Sie schwamm bei dem Wettbewerb die Strecke 50 m Brust in der Vorrunde 2 in 44,44 Sekunden und kam auf dem 31. Platz. Auch bei dem Wettbewerb 100 m Brust nahm sie teil und schwamm diese Strecke in der Vorrunde 1 in 1:40.16, hier kam sie auf dem 46. Platz.
Bei den Olympischen Sommerspielen 2012 in London startete Camara im Schwimmwettbewerb für Guinea. Sie schwamm im Vorlauf 1 im 100-m-Brustschwimmen der Frauen die Strecke in 1:38,54 min und kam nicht weiter. Sie erreichte damit den 46. und letzten Platz und schaffte es nicht ins Halbfinale.

### Verschwinden
Am 11. August 2012, einen Tag vor der Abschlusszeremonie der Olympischen Spiele, verschwand Dede Camara aus dem Hauptquartier des guineischen Teams in London. Einige Tage später wurde enthüllt, dass sie zu einer Gruppe von afrikanischen Athleten gehörte, die verschwunden waren und vermutlich entweder untergetaucht waren oder im Vereinigten Königreich Asyl suchten. Es ist nicht bekannt, ob Camara nach Ablauf ihres Visums in Großbritannien blieb oder nach Hause zurückkehrte, aber die britische Regierung enthüllte 2015, dass 132 Athleten und Trainer aus London 2012 nicht nach Hause zurückgekehrt waren und sich zu diesem Zeitpunkt noch in Großbritannien befanden.